# Carme (satélite)

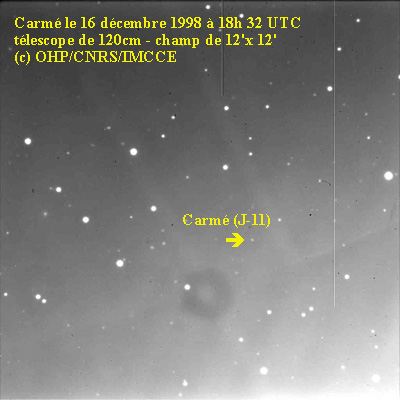
Carme visto pelo Observatório de Haute-Provence.

Carme (do grego Κάρμη) é um satélite irregular natural retrógrado de Júpiter. Foi descoberto por Seth Barnes Nicholson no Observatório Monte Wilson, na Califórnia, em 30 de julho de 1938. Seu nome é em homenagem à deusa cretense Carme, mãe de Britomartis, filho de Zeus.
O nome Carme só seria utilizado a partir de 1975; antes disso, ele era simplesmente conhecido como Júpiter XI. Foi algumas vezes chamado de "Pã", entre 1955 e 1975. Hoje, Pã é o nome dado a um satélite de Saturno.
Este satélite dá nome ao Grupo Carme, composto de luas retrógradas irregulares que orbitam Júpiter a uma distância que varia entre 23 e 24 Gm (gigâmetros), a uma inclinação de cerca de 165º. Seus elementos orbitais são conhecidos desde Janeiro de 2000, e estão constantemente mudando devido a perturbações solares e planetárias.